# Dusona confluens
Dusona confluens là một loài tò vò trong họ Ichneumonidae.